# NGC 6441
NGC 6441 هي مجرة تتبع كوكبة العقرب. اكتشفها جيمس دنلوب في 13 مايو 1826.

## روابط خارجية
- NGC 6441 على موقع ويكي سكاي: DSS2, SDSS, GALEX, IRAS, Hydrogen α, X-Ray, Astrophoto, Sky Map, Articles and images